# Солдатчино
Солдатчино — деревня в Умётском районе Тамбовской области в составе Оржевского сельсовета.

## Описание
Впервые упоминается в 1782 году, первоначально деревня называлась Солдатская слобода. Рядом с деревней протекает река Ворона. В деревне три улицы: Сергеевская, Солдатчинская, Кондауровская. В прошлом, во времена СССР в деревне были: колхоз «Общий труд», начальная школа, ларёк. Население в 1970-х годах превышало 200 человек.
Водоснабжение посёлка осуществляется через водонапорную башню из артезианской скважины по водопроводной сети общей протяжённостью более 1,5 км.

## Население
| 2010 | 2013 |
| ---- | ---- |
| 56   | ↘50  |